# Convento di Sant'Elia
Il convento di Sant'Elia è un complesso architettonico religioso di Trepuzzi.
Fu costruito nel 1575 per volontà del barone di Campi Luigi Maria Paladini, il quale volle nel suo territorio una comunità di Cappuccini. Il complesso conventuale sorse su preesistenze monastiche basiliane e normanne e riprende i semplici canoni costruttivi imposti dall'ordine francescano. Soppresso nel 1811 in seguito all'ordinanza murattiana, il convento fu chiuso e incamerato dallo Stato e successivamente acquistato da privati.
Nel 2002 i comuni di Campi Salentina, Squinzano e Trepuzzi hanno sottoscritto un accordo per la gestione associata finalizzata al recupero e alla fruizione del monumento. Alla struttura conventuale, costituita dal chiostro, dal refettorio, dalla foresteria e dalle celle per i monaci, è addossata una chiesa di modeste dimensioni restaurata nel 2008. Il restauro ha riportato alla luce le spoglie di alcuni frati, poi traslate nel convento dei frati Cappuccini di Campi Salentina.